# Fissidens longevaginatus
Fissidens longevaginatus är en bladmossart som beskrevs av Hugh Neville Dixon 1935. Fissidens longevaginatus ingår i släktet fickmossor, och familjen Fissidentaceae. Inga underarter finns listade i Catalogue of Life.